# Kunst im öffentlichen Raum in Hamburg-Neustadt
Diese Liste von Kunst im öffentlichen Raum in Hamburg-Neustadt enthält dauerhaft aufgestellte Kunstwerke auf dem Gebiet des Stadtteils Neustadt der Freien und Hansestadt Hamburg, die sich im öffentlichen Raum befinden und von anerkannten Künstlern und Künstlerinnen geschaffen wurden. Viele dieser Kunstwerke sind durch das Programm Kunst am Bau (und dessen Folgeprogramme) gefördert oder mit öffentlichen Geldern angekauft worden, dies ist aber keine Voraussetzung für die Aufnahme. Ebenso mögen einige dieser Kunstwerke als Kulturdenkmal geschützt sein, aber auch das ist keine Voraussetzung für die Aufnahme in diese Liste.
Bauschmuck ist im Normalfall im Artikel über das Bauwerk darzustellen, und gehört nicht in diese Liste. Streetart kann Aufnahme in die Liste finden, wenn es zu dem konkreten Kunstwerk eine ausführliche Rezeption in der Kunstwissenschaft gibt und ein enzyklopädischer Artikel über die Streetart-Künstler oder -Künstlerin existiert oder vorstellbar wäre. Denkmäler, die an eine Person oder ein Ereignis erinnern, können in die Liste aufgenommen werden, wenn sie ob ihrer zumeist plastischen Gestaltung als Kunstwerk gelten können. Bei reinen Gedenktafeln ist das normalerweise nicht der Fall.
Basis der Zusammenstellung sind Datensätze der Hamburger Kulturbehörde von 2012 und 2018, eine Veröffentlichung der SAGA GWG von 2008, und verschiedene Veröffentlichungen von Kunsthistorikern zum Thema. Eine abschließende Liste von Literatur kann es nicht geben, jedoch ist für jeden Eintrag in die Liste ein konkreter Verweis auf eine amtliche Liste oder anerkannte Sekundärliteratur erforderlich.
Gestohlene oder zerstörte Kunstwerke, die ehemals in Hamburg-Neustadt aufgestellt waren, sind in einer separaten Liste aufgeführt.

## Legende
- Lage: Nennt die nächstgelegene Straße und, wenn vorhanden und sinnvoll, das nächstgelegene Bauwerk (mit Hausnummer) oder das umgebende Gebiet (z. B. einen Park) und gibt nötigenfalls Hinweise zur genauen Lage. Darunter werden - wenn vorhanden - auch die Geo-Koordinaten und das Wikidata-Logo als Verweis auf das Wikidata-Objekt angegeben. Die Spalte ist nach der Adresse sortierbar.
- Künstler/in: Name des Künstlers oder der Künstlerin, die das Kunstwerk geschaffen haben, verlinkt mit dem Wikipedia-Artikel zur Person. Die Spalte ist nach dem Nachnamen sortierbar.
- Beschreibung: Kurzbeschreibung des Werks, immer zuerst: Werktitel (kursiv), dann möglichst Material, Stil, Größe, Dargestelltes, Art der Förderung
- Jahr: Jahr der Fertigstellung des Kunstwerkes, wenn unbekannt dann das Jahr der Aufstellung. Hier kann nur ein einziges Jahr angegeben werden, kein Zeitraum. Weitere zeitliche Details zur Schaffung des Kunstwerkes (von–bis) können in der Beschreibung angegeben werden.
- Quelle: Kulturbehörde, SAGA, Literatur, jeweils mit Fußnote. Diese Angabe ist für eine Aufnahme in die Liste verpflichtend.
- Bild: Bild des Kunstwerks, mit Link auf Commons-Kategorie wenn vorhanden

Hinweis: Die Grundsortierung der Liste erfolgt nach der Adresse. Die Liste ist alternativ nach Künstler, Werktitel, Datierung oder Quelle sortierbar.

## Liste
| Lage                                                                                            | Künstler                                      | Beschreibung | Jahr          | Quelle        | Bild |  |
| ----------------------------------------------------------------------------------------------- | --------------------------------------------- | --- | ------------- | ------------- | --- |  |
| Admiralitätstraße 55 ehemals Arbeitsamt (Neubau 1950) (Lage)                                    | Karin Hertz                                   | Die Tafelrunde Zum Gedenken an das Waisenhaus im 18. Jahrhundert, nicht in KB-Listen, bürgerliche Denkmalkultur; nicht mehr vorhanden, an der Adresse steht ein Hotel-Neubau | 1992          | Kulturbehörde | Bild gesucht Die Wikipedia wünscht sich an dieser Stelle ein Bild vom Ort mit diesen Koordinaten 53.54655 9.98317 . Motiv: Admiralitätstraße 55 Falls du dabei helfen möchtest, erklärt die Anleitung , wie das geht. BW |  |
| Adolphsbrücke Alsterfleet (Lage)                                                                | Hans Kock                                     | Hamburgerin KaB | 1984          | Kulturbehörde | weitere Bilder |  |
| Alfred-Wegener-Weg Jugendherberge Auf dem Stintfang (Lage)                                      | Ulrich Olaf Deimel                            | Freie und Hansestadt Hamburg Wandbild, KaB, nicht in KB-Listen, Zugang unklar | 1953          | Kulturbehörde | Bild gesucht Die Wikipedia wünscht sich an dieser Stelle ein Bild vom Ort mit diesen Koordinaten 53.54673 9.97214 . Motiv: Alfred-Wegener-Weg Falls du dabei helfen möchtest, erklärt die Anleitung , wie das geht. BW   |  |
| Alfred-Wegener-Weg Jugendherberge Auf dem Stintfang, an Außen-Eingangstreppe (Lage)             | Hans Martin Ruwoldt                           | Ziehende Vögel und Kinder Wandrelief, KaB | 1952          | Kulturbehörde | |  |
| Alter Steinweg Wohnhaus (Lage)                                                                  | Thomas Darboven                               | Akzente am Balkon Fassadengestaltung, Wandrelief | 1987          |               | weitere Bilder |  |
| Bei den St. Pauli Landungsbrücken U-Bahn-Haltestelle Landungsbrücken, Stützmauer (Lage)         | Fritz Fleer                                   | Werftarbeiter KaB | 1961          | Kulturbehörde | weitere Bilder |  |
| Colonnaden Ecke Große Theaterstraße (Lage)                                                      | Detlef Birgfeld                               | Brunnen KaB | 1978          | Kulturbehörde | weitere Bilder |  |
| Colonnaden Ecke Neuer Jungfernstieg (Lage)                                                      | Jörn Pfab                                     | Atlas Abstrakte Edelstahl-Skulptur, das oberste Element kann als Weltkugel des Atlas gelesen werden. Die Arbeit wurde 1970–1971 geschaffen und vor dem Kunsthaus Hamburg aufgestellt, Zugang per Schenkung oder durch Mittel aus „Kunst am Bau“. 1977 wurde die Skulptur an den Standort an den Colonnaden versetzt. | 1971          | Kulturbehörde | weitere Bilder |  |
| Dammtordamm nahe 76er Denkmal (Lage)                                                            | Alfred Hrdlicka                               | Mahnmal gegen den Krieg/Gegendenkmal zum 76er-Denkmal KiöR, 770.000 DM, Opferdenkmal | 1985/86       | Kulturbehörde | weitere Bilder |  |
| Dammtordamm nahe 76er Denkmal (Lage)                                                            | Volker Lang                                   | Gedenkort für Deserteure und andere Opfer der NS-Militärjustiz KiöR (Sondertopf), Opferdenkmal | 2014/15       | Kulturbehörde | weitere Bilder |  |
| Dammtorstraße Staatsoper (HA-Kallmorgen), Betr. Geb III, Kassenraum (Lage)                      | Ulrich Olaf Deimel                            | Wandgestaltung Glaswand für Kassenraum KaB | 1965          | Kulturbehörde | Bild gesucht Die Wikipedia wünscht sich an dieser Stelle ein Bild vom Ort mit diesen Koordinaten 53.55678 9.98852 . Motiv: Dammtorstraße Falls du dabei helfen möchtest, erklärt die Anleitung , wie das geht. BW        |  |
| Dammtorwall (vor Unilever-Gebäude / Ecke Caffamacherreihe) (Lage)                               | Karl Hartung                                  | Flügelstern privat | 1964          | Kulturbehörde | weitere Bilder |  |
| Eisbahn in Wallanlagen IGA 73 Spiel- u. Freizeitzentrum (Lage)                                  | Dieter Glasmacher, Werner Nöfer               | Farbliche Gestaltung der neuen Eisbahn KaB Kunst zur IGA 73 beauftragt | 1973          | Kulturbehörde | |  |
| Fleethof-Platz (Lage)                                                                           | Jörn Pfab                                     | Flor Urbana Geschenkt von Frau Dr. Fotini Pfab an DESPA (Deutsche Sparkassen-Immobilien-Anlage-Gesellschaft mbH) | 1976          | Kulturbehörde | weitere Bilder |  |
| Georg-Elser-Platz Hohe Bleichen/Heuberg (Lage)                                                  | Joannis Avramidis                             | Große Dreifigurengruppe 1967 für 55.000 DM von Stadt angekauft | 1961          | Kulturbehörde | |  |
| Große Bleichen Broschek-Haus, Wandnische                                                        | Karlheinz Goedtke                             | Fritz Höger Bronzeplastik, die den Architekten Fritz Höger zeigt, der das Broschek-Haus entworfen hat. | 1981          |               | weitere Bilder |  |
| Große Wallanlagen nahe Behindertenrampe (Lage)                                                  | Hans Martin Ruwoldt                           | Panther Ankauf zur IGA 63 | um 1963       | Kulturbehörde | weitere Bilder |  |
| Große Wallanlagen an Seeanlage nahe Eisbahn (Lage)                                              | Kenneth Snelson                               | Osaka II Auftrag zur IGA 73, damals noch Rosengärten | 1972          | Kulturbehörde | weitere Bilder |  |
| Große Wallanlagen an Sievekingplatz an nordöstlicher Brückenwand der südlichen Brücke (Lage)    | Herbert Spangenberg                           | Steinige Strukturen Auftrag zur IGA 63 | 1963          | Kulturbehörde | |  |
| Großneumarkt (Lage)                                                                             | Doris Waschk-Balz                             | Brunnen Gestiftet von der Hamburger Feuerkasse | 1978/79       | Kulturbehörde | weitere Bilder |  |
| Gustav-Mahler-Park (Lage)                                                                       | Walter Dexel                                  | ohne Titel Lichtplastik, aufgestellt 1973 von BAT | 1926          | Kulturbehörde | weitere Bilder |  |
| Gustav-Mahler-Park zwischen „Burma“-Hochhaus und Casino (Lage)                                  | Edgar Augustin                                | Rugby Zugang unklar, nicht in KB-Listen | 1969/70       | Kulturbehörde | weitere Bilder |  |
| Helgoländer Allee Alter Elbpark (Lage)                                                          | Hugo Lederer und Johann Emil Schaudt          | Bismarck-Denkmal Kunst im Stadtbild bis 1950, Bürgerstiftung auf Initiative eines Denkmalkomitees, bürgerliche Denkmalkultur | 1903–1908     | Kulturbehörde | weitere Bilder |  |
| Herrengraben 25 Spielplatz (Lage)                                                               | Hans-Werner Könecke                           | Neptun Bronzeskulptur auf Steinsockel: Neptun auf einem Fisch | 1994          | Kunst@SH      | weitere Bilder |  |
| Johannes-Brahms-Platz südwestlich Laeiszhalle (Lage)                                            | Maria Pirwitz                                 | Hommage an Johannes Brahms Gestiftet von der Körber-Stiftung Hamburg, bürgerliche Denkmalkultur | 1980          | Kulturbehörde | weitere Bilder |  |
| Johannes-Brahms-Platz/Dragonerstall südöstlich Laeiszhalle (Lage)                               | Thomas Darboven                               | Brahms-Monument Gestiftet von der Körber-Stiftung Hamburg, bürgerliche Denkmalkultur | 1981          | Kulturbehörde | weitere Bilder |  |
| Johannisbollwerk zwischen Landungsbrücken und Baumwall (Lage)                                   | Bernhard Luginbühl                            | Hafentorfigur KaB | 1980–1982     | Kulturbehörde | weitere Bilder |  |
| Jungfernstieg Anleger (Lage)                                                                    | Hans Kock                                     | Mauer Ankauf zur IGA 63 (Wallanlagen) | 1962          | Kulturbehörde | |  |
| Jungiusstraße 11 C Eingang des Instituts für Nanostruktur- und Festkörperphysik (Lage)          | Harald Worreschk                              | ohne Titel Die „kristalline konstruktivistische Plastik“ ist etwa 230 cm hoch und besteht aus Diabas. Die Arbeit wurde mit Mitteln des Programms “Kunst am Bau” angekauft. | 1976          | Kulturbehörde | weitere Bilder |  |
| Kleine Wallanlagen an Mauer vor Strafjustiz (Lage)                                              | Friederich Werthmann                          | Wand-Lung Hamburg Ankauf zur IGA 63 | 1961          | Kulturbehörde | weitere Bilder |  |
| Landungsbrücken S-Bahnhof Landungsbrücken, Gleis Richtung City (Lage)                           | Volker Meier                                  | „Gestrandet“, „Sommertag“, „Am Strand“ KiöR | 1986          | Kulturbehörde | Bild gesucht Die Wikipedia wünscht sich an dieser Stelle ein Bild vom Ort mit diesen Koordinaten 53.54615 9.97127 . Motiv: Landungsbrücken Falls du dabei helfen möchtest, erklärt die Anleitung , wie das geht. BW      |  |
| Ludwig-Erhard-Straße 20 gegenüber Michel, am Geschwister-Mendelssohn-Stieg, Grünstreifen (Lage) | Sören Ernst                                   | Zweiteiliges Denkmal für Geschwister Mendelssohn (Felix Mendelssohn Bartholdy, Fanny Hensel) gestiftet von H.H. Greve-Stiftung & Intern. Mendelssohn-Bartholdy-Stiftung Hamburg zum 150. Todesjahr, Geburtshaus zerstört, war in etwa dort, bürgerliche Denkmalkultur                                                | 1997          | Kulturbehörde | weitere Bilder |  |
| Ludwig-Erhard-Straße 7 zwischen Michel und Citadines-Hotel (Lage)                               | Hansjörg Wagner                               | Denkmal für Zitronenjette gespendet von Bürgerstiftung aus Stadt und Land, bürgerliche Denkmalkultur | 1986          | Kulturbehörde | weitere Bilder |  |
| Markusstraße 15/Peterstraße St. Pauli-Turnverein, Hans-Huber-Haus, Außenwand (Lage)             | Jens Cords                                    | Turner KaB | 1965          | Kulturbehörde | |  |
| Michaelisbrücke 3 S-Bahn-Haltestelle Stadthausbrücke, Eingang Neuer Wall (Lage)                 | Walther Kunau                                 | Wandgestaltung vermutlich Direktauftrag Deutsche Bahn | zw. 1969–1973 | Kulturbehörde | Bild gesucht Die Wikipedia wünscht sich an dieser Stelle ein Bild vom Ort mit diesen Koordinaten 53.54951 9.98495 . Motiv: Michaelisbrücke 3 Falls du dabei helfen möchtest, erklärt die Anleitung , wie das geht. BW    |  |
| Michaelispassage (ehemals Spitalerstraße) (Lage)                                                | Wolfgang Tümpel                               | Brunnen-Doppelschale Stiftung der Karstadt AG | 1969          | Kulturbehörde | weitere Bilder |  |
| Millerntorplatz gegenüber U-Bahn St. Pauli, museumsseitig (Lage)                                | Franz Vollert, Wolfgang Gerthagen und D. Timm | Hamburg-Baum vermutlich Direkterwerb Bezirk | 1980          | Kulturbehörde | weitere Bilder |  |
| Neuer Jungfernstieg 20 im Vorhof der Berenbergbank (Lage)                                       | Francisco Zúñiga                              | Sitzende Privat | 1979          | Kulturbehörde | weitere Bilder |  |
| Neuer Jungfernstieg 21 HWWA-Institut (Lage)                                                     | Lawrence Weiner                               | #162-166 (An den See...) KiöR? | 1970          | Kulturbehörde | |  |
| Neuer Jungfernstieg/Ecke Lombardsbrücke (Lage)                                                  | Hans Martin Ruwoldt                           | Windsbraut KaB | 1968          | Kulturbehörde | weitere Bilder |  |
| Rademachergang Ecke Breiter Gang (Lage)                                                         | Richard Kuöhl                                 | Hummel-Brunnen NS-Kunst | 1938          | Kulturbehörde | weitere Bilder |  |
| Schaarmarkt Michelwiese (Lage)                                                                  | Künstler der Osterinsel                       | Angelito – MOAI von der Osterinsel Aktionskunst, Auftrag Museum für Völkerkunde | 1999          | Kulturbehörde | weitere Bilder |  |
| Schaartor Schaartorschleuse, Betriebsgebäude (Lage)                                             | Ernst Mitzka                                  | Vom Fluss in den Strom – Pegel halten! KiöR | 1989          | Kulturbehörde | weitere Bilder |  |
| Sievekingplatz 2 Eingangsbereich des Hanseatischen Oberlandesgerichts (Lage)                    | Gloria Friedmann                              | „Hier + Jetzt“ – den Opfern nationalsozialistischer Justiz in Hamburg KiöR, im Auftrag Justiz | 1997          | Kulturbehörde | weitere Bilder |  |
| Sievekingplatz 3 Strafjustizgebäude, vor Kantine/Bistro, 4. OG (Lage)                           | Theo Ortner                                   | ohne Titel Wandflächengestaltung, KaB | 1962–1963     | Kulturbehörde | weitere Bilder |  |
| Stadthausbrücke 8 Eingangsfoyer Neuer Wall 88, Behörde für Stadtentwicklung und Umwelt (Lage)   | David Tremlett                                | Project for Sept. 89 Ceiling in Hamburg KiöR, Teil „Hamburg Projekt 1989“ | 1989          | Kulturbehörde | Bild gesucht Die Wikipedia wünscht sich an dieser Stelle ein Bild vom Ort mit diesen Koordinaten 53.55004 9.98633 . Motiv: Stadthausbrücke 8 Falls du dabei helfen möchtest, erklärt die Anleitung , wie das geht. BW    |  |
| Stadthausbrücke 8 Kantine Baubehörde, Warenausgabe (Lage)                                       | Arnold Fiedler                                | Gebautes KaB | 1956          | Kulturbehörde | Bild gesucht Die Wikipedia wünscht sich an dieser Stelle ein Bild vom Ort mit diesen Koordinaten 53.55097 9.98607 . Motiv: Stadthausbrücke 8 Falls du dabei helfen möchtest, erklärt die Anleitung , wie das geht. BW    |  |
| Stephansplatz ehemaliger Eingang Botanischer Garten (Lage)                                      | Edgar Augustin                                | Liegende KaB | 1976          | Kulturbehörde | weitere Bilder |  |
| Vorsetzen 11 unter U-Bahn (Lage)                                                                | Hansjörg Wagner                               | Denkmal für „Sir William Lindley 1808-1900“ gespendet von Wasser- und Gaswerken Hamburgs, bürgerliche Denkmalkultur | 1993          | Kulturbehörde | weitere Bilder |  |
| Zeughausmarkt 32 Staatliche Fachschule für Sozialpädagogik FSP2, Eingangshalle (Lage)           | Harald Duwe                                   | Bekleidungshandwerk KaB | 1956–1957     | Kulturbehörde | Bild gesucht Die Wikipedia wünscht sich an dieser Stelle ein Bild vom Ort mit diesen Koordinaten 53.54889 9.97396 . Motiv: Zeughausmarkt 32 Falls du dabei helfen möchtest, erklärt die Anleitung , wie das geht. BW     |  |